# Asyndetus infernus
Asyndetus infernus är en tvåvingeart som beskrevs av Daniel J. Bickel 1996. Asyndetus infernus ingår i släktet Asyndetus och familjen styltflugor. Inga underarter finns listade i Catalogue of Life.